# Banconote scozzesi
Le banconote scozzesi sono le banconote della sterlina britannica che vengono emesse in Scozia. Attualmente tre banche sono autorizzate a stampare banconote in Scozia: la Bank of Scotland, la Royal Bank of Scotland e la Clydesdale Bank.
Le banconote scozzesi hanno alcune caratteristiche peculiari rispetto ad altre banconote: esse infatti non sono emesse da una banca centrale ma da tre banche retail, inoltre non hanno corso forzoso nel Regno Unito, nemmeno in Scozia: esse sono infatti classificate come cambiali e la legislazione corrente impone alle tre banche che emettono le banconote scozzesi di detenere una quantità di banconote della Banca d'Inghilterra o di oro uguale al valore totale delle banconote emesse.

## Banconote della Bank of Scotland
Tutte le banconote emesse dalla Bank of Scotland riportano sul recto il ritratto di Walter Scott per commemorare la sua battaglia per far mantenere alle banche scozzesi il diritto di emettere banconote.
Nel 2007 è stata emessa una nuova serie, chiamata Bridges of Scotland perché sul verso sono raffigurati alcuni tra i più famosi ponti della Scozia. Dal 2016 le banconote vengono prodotte con un materiale polimerico, pur mantenendo un design simile a quello della serie del 2007. Le banconote cartacee mantengono valore legale ma vengono progressivamente ritirate dalla circolazione.
| Valore                           | Recto                     | Verso                               |
| Serie Tercentenary (1995)        | Serie Tercentenary (1995) | Serie Tercentenary (1995)           |
| -------------------------------- | ------------------------- | ----------------------------------- |
| £5                               | Walter Scott              | Petrolio ed energia                 |
| £10                              | Walter Scott              | Distillazione e produzione di birra |
| £20                              | Walter Scott              | Educazione e ricerca                |
| £50                              | Walter Scott              | Arte e cultura                      |
| £100                             | Walter Scott              | Svago e turismo                     |
| Serie Bridges of Scotland (2007) |                           |                                     |
| £5                               | Walter Scott              | Brig o' Doon                        |
| £10                              | Walter Scott              | Glenfinnan Viaduct                  |
| £20                              | Walter Scott              | Forth Bridge                        |
| £50                              | Walter Scott              | Ruota di Falkirk                    |
| £100                             | Walter Scott              | Kessock Bridge                      |
| Serie polimerica (2016)          |                           |                                     |
| £5                               | Walter Scott              | Brig o' Doon                        |
| £10                              | Walter Scott              | Glenfinnan Viaduct                  |
| £20                              | Walter Scott              | Forth Bridge                        |

## Banconote della Royal Bank of Scotland
La serie originale delle banconote emesse dalla RBS presenta sul recto il ritratto di Lord Ilay, mentre sul verso sono raffigurati alcuni tra i più famosi castelli della Scozia.
A partire dal 2016 la Royal Bank of Scotland ha cominciato ad emettere banconote in materiale polimerico il cui design è diverso da quello della serie precedente: il recto mostra il ritratto di un illustre personaggio scozzese, mentre sul verso sono rappresentati degli animali tipici della Scozia.
Occasionalmente la Royal Bank of Scotland emette una piccola quantità di banconote commemorative, che tuttavia vengono rapidamente ritirate dalla circolazione dai collezionisti.
| Valore                  | Recto              | Verso                    |
| Serie Ilay (1987)       | Serie Ilay (1987)  | Serie Ilay (1987)        |
| ----------------------- | ------------------ | ------------------------ |
| £1                      | Lord Ilay          | Castello di Edimburgo    |
| £5                      | Lord Ilay          | Castello di Culzean      |
| £10                     | Lord Ilay          | Castello di Glamis       |
| £20                     | Lord Ilay          | Castello di Brodick      |
| £50                     | Lord Ilay          | Castello di Inverness    |
| £100                    | Lord Ilay          | Castello di Balmoral     |
| Serie polimerica (2016) |                    |                          |
| £5                      | Nan Shepherd       | Una coppia di maccarelli |
| £10                     | Mary Somerville    | Una coppia di lontre     |
| £20                     | Catherine Cranston | Una coppia di scoiattoli |

## Banconote della Clydesdale Bank
La Clydesdale Bank ha tre serie di banconote attualmente in circolazione. La prima serie, chiamata Famous Scots, raffigura alcuni insigni personaggi storici della Scozia sul recto e oggetti e luoghi a loro collegati sul verso.
La serie World Heritage, emessa dal 2009, mostra sul recto altri illustri personaggi scozzesi e sul verso alcuni patrimoni dell'umanità dell'UNESCO in Scozia.
A partire dal 2015 anche la Clydesdale Bank ha cominciato ad emettere banconote polimeriche, continuando a rappresentare famosi personaggi scozzesi e patrimoni dell'umanità.
| Valore                      | Recto                     | Verso                                                                                     |
| Serie Famous Scots          | Serie Famous Scots        | Serie Famous Scots                                                                        |
| --------------------------- | ------------------------- | ----------------------------------------------------------------------------------------- |
| £5                          | Robert Burns              | Un topo, dal poema di Burns To a Mouse                                                    |
| £10                         | Mary Slessor              | Calabar, in Nigeria, e scene di vita missionaria                                          |
| £20                         | Roberto I di Scozia       | Roberto I a cavallo con il reliquiario di Monymusk e sullo sfondo il castello di Stirling |
| £50                         | Adam Smith                | Strumenti industriali e sullo sfondo delle imbarcazioni a vela                            |
| £100                        | Lord Kelvin               | L'edificio principale dell'Università di Glasgow                                          |
| Serie World Heritage (2009) |                           |                                                                                           |
| £5                          | Alexander Fleming         | Saint Kilda                                                                               |
| £10                         | Robert Burns              | La parte storica di Edimburgo                                                             |
| £20                         | Roberto I di Scozia       | New Lanark                                                                                |
| £50                         | Elsie Inglis              | Vallo Antonino                                                                            |
| £100                        | Charles Rennie Mackintosh | Cuore delle Orcadi neolitiche                                                             |
| Serie polimerica (2015)     |                           |                                                                                           |
| £5                          | William Arrol             | Forth Bridge                                                                              |
| £10                         | Robert Burns              | La parte storica di Edimburgo                                                             |
| £20                         | Roberto I di Scozia       | Saint Kilda                                                                               |